# Higinio Cualla
Higinio Cualla García (Cartagena de Indias, 27 de mayo de 1841-Bogotá, 7 de diciembre de 1927) fue un político colombiano que desempeñó el cargo de Alcalde de Bogotá en el período comprendido entre los años de 1884 y 1900.

## Biografía
Higinio Cualla nació en Cartagena de Indias, del hogar del militar bogotano Higinio Cualla Caicedo y la jamaiquina María Josefa García Del Real. 

### Carrera pública
Su amigo Tomás Cipriano de Mosquera le insistió en radicarse en Bogotá, llegando el 18 de julio de 1861 con ocasión del triunfo de la revolución federalista. Ocupó los cargos de diputado a las asambleas de Bolívar y Cundinamarca y edil del ayuntamiento de Bogotá hasta que en 1884 fue nombrado Alcalde de Bogotá por el presidente Rafael Núñez.

### Alcalde de Bogotá
En la alcaldía se preocupó por mejorar los pavimentos de las vías públicas, suprimiendo las acequias que corrían por el centro de la mayor parte de las calles y reemplazándolas con alcantarillas. Estableció la actual nomenclatura de las calles y la distribución de las inspecciones de policía en los barrios de la ciudad. Le correspondió inaugurar el servicio de tranvía de mulas y el Teatro Colón. También contribuyó a la construcción del sector trapecio y la galería exterior del Cementerio Central y del Hospital de la Misericordia. En 1887 instaló el primer acueducto por tubería de hierro y al año siguiente se creó la Compañía de Acueducto de Bogotá, los cuales contribuyeron al mejoramiento sanitario de la ciudad. Aprobó la instalación de las primeras líneas telefónicas en la ciudad y él mismo tuvo el privilegio de ser uno de los primeros suscriptores de este servicio. Construyó varios puentes sobre el río San Francisco y ordenó la canalización de un tramo de la actual Avenida Jiménez.
Fue reelegido consecutivamente en 6 oportunidades, permaneciendo en total 16 años continuos en el cargo de alcalde. Es uno de los mandatarios que por más tiempo ha dirigido a la ciudad. El 27 de abril de 1927 el Concejo de Bogotá le rindió honores y el 7 de diciembre de ese mismo año falleció en la ciudad. En 1941 se ordenó la elaboración de un busto en su honor con el motivo del centenario de su nacimiento.

### Familia
Don Higinio Cualla contrajo matrimonio con María de la Paz Ricaurte Urrutia, con quien tuvo por hijos a Josefa Cualla de Barberi, Magdalena Cualla de Riaño, Margarita Cualla de Tavera, Teresa Cualla de Uribe, Elisa Cualla de Vargas, Elvira Cualla de Fernández, Higinio Cualla Ricaurte y Ricardo Cualla Ricaurte. También es tatarabuelo del actor John Leguizamo.